# Sozomenus
Salminius Hermias Sozomenus (Oudgrieks: Σωζομενός) (ca. 400 - ca. 450) was een Byzantijns geschiedkundige. Hij schreef over de geschiedenis van de christelijke kerk.

## Voetnoten
1. ↑  Variaties op zijn naam zijn onder andere Salamanes en Salaminius.